# 周浦站 (韩国)
周浦站（：／ Jupo yeok */?）是位于韩国忠清南道保宁市周浦面的一个车站，属于长项线。

## 历史
- 1929年12月1日 - 落成使用，车站名称是保宁站。
- 1933年1月1日 - 车站改为现名。

## 相鄰車站
韩国铁道公社
长项线
青所－周浦－大川